# Рудолф Крајтлајн
Рудолф Крајтлајн (Фирт, 14. новембар 1919 — Штутгарт, 31. јул 2012) био је немачки фудбалски судија активан током шездесетих година.

## Биографија
Рођен је 1919. године у Фирту, а поред тога што је био фудбалски судија, радио је и као кројач.
Био је ожењен, али није имао деце. Њетова жена преминула је 2008. године, а он 2012. у 92. години живота у Штутгарту, где је и сахрањен.

## Каријера
Крајтлајн је судијску каријеру започео са 17. година, а убрзо се преселио у Сједињене Америчке Државе да обучава судије. Након тога се вратио у Немачку, где је покушао да постане професионални фудбалер. Међутим, озбиљна повреда колена је прекинула ову тежњу, па се уместо тога фокусирао на суђење. Његов успон у европској игри био је очигледан пре Светског првенства. Био је одређен за једног од немачких представника за УЕФА Омладинско првенство у Енглеској 1963. године, судио финале између Енглеске и Северне Ирске на Вемблију.
Био је судија Бундеслиге Немачке од њене инаугурације 1963. године, али је судио само 36 утакмица на националном нивоу пре него што је именован за судију (у мају 1966.) Финале Купа европских шампиона, где је судио утакмицу између Реал Мадрида и Партизана из Београда у Бриселу.
Крајтлајн је можда најпознатији по томе што је судио четвртфиналну утакмицу Светског првенства 1966. између Енглеске и Аргентине у којој је избацио Антонија Ратина са терена за игру у 35. минуту утакмице због друге опомене - неслагања. Ратин је у почетку одбио да напусти терен, жестоко се свађајући са Крајтлајном (иако ниједан од њих није разумео матерњи језик једни другог) и утакмица је одложена неколико минута док Ратин невољно није отишао. Такође је током те утакмице Џек Чарлтон добио опомену, да би то открио следећег дана из новинског извештаја. Као резултат овог инцидента, Крајтлајн и Кен Астон развили су идеју о жутим и црвеним картонима како би помогли комуникацију на терену у фудбалу. Крајтлајн, који никада није гледао ту утакмицу, затражио је њену копију од Фудбалског савеза 2006. године.
Повукао из међународног такмичења 1967. године.